# Ясное Поле
Ясное Поле (до 1946 — Краузенвальде (нем. Krausenwalde)) — посёлок в Гусевском городском округе Калининградской области. Входил в состав до 2014 года, в Кубановское сельское поселение.

## Население
| 1910 | 2002 | 2010 |
| ---- | ---- | ---- |
| 130  | ↘17  | ↘3   |

## История
Во время Первой мировой войны, 19-20 августа 1914 года, в районе Покальнишкена действовал 109-й Волжский полк 28-й дивизии русской армии.
После Второй мировой войны в 1946 году населённый пункт Краузенвальде был переименован в Ясное Поле, позднее к посёлку Ясное Поле были присоединены упразднённые населённые пункты Суворово (Покальнишкен) и Серпухово (Антбракупенен).